# Flaga Cypru Północnego
Flaga Cypru Północnego pochodzi od flagi Turcji i znajduje wyjaśnienie w legendzie o czasach wojny turecko-greckiej (1920-1922). Po zaciętych walkach tureccy żołnierze szukali nocą na polu bitwy swych poległych towarzyszy. Znaleźli ich w kałużach krwi. Jasno świecił księżyc i gwiazda polarna. Księżyc i gwiazda pokazują także, że państwo jest islamskie. Ustanowiona została 13 marca 1984.